# Sugar Inc.
Sugar Inc. ist ein Blognetzwerk aus San Francisco. Innerhalb des Labels Sugar Inc. existieren diverse redaktionell unabhängige Blogs, die sich verschiedenen Spezialgebieten widmen. Zu den größeren Blogs bei Sugar Inc. gehören PopSugar (Prominente), BellaSugar (Schönheit) oder LilSugar (Mutterschaft). Die Blogs wenden sich an eine idealtypische 28-jährige Leserin und decken Themen ab, die diese interessieren sollen. Das Netzwerk gehört Brian und Lisa Sugar, Brian fungiert auch als Geschäftsführer.
Die beiden Sugars gründeten das Netzwerk 2005, als Lisa 28 und Brian 30 Jahre alt waren. Erstes Blog war PopSugar, das sich mit Stars und Prominenten beschäftigt. PopSugar selbst ist dabei älter als das Blog-Netzwerk und war ursprünglich von Lisa Sugar als Hobby betrieben worden. Nach Gründung von SugarInc. erweiterten die Sugar das thematische Spektrum. Im Laufe der Jahre ergänzten weitere Blogs das Angebot, beispielsweise GeekSugar (Technik), YumSugar (Essen), und CasaSugar (Haushalt). Zu den ersten Investoren gehörten Sequoia Capital und NBC.
2007 hatte das Netzwerk 30 Angestellte, 3 Millionen Besucher erzeugten etwa 26 Millionen Pageviews im Monat. Im September 2009 erreichte es mit insgesamt 12 Blogs etwa 11 Millionen Besucher im Monat, bis Januar 2010 waren es 12 Millionen Besucher, die etwa 100 Millionen Pageviews produzierten.
Die Blogs konzentrieren sich in ihren Artikeln auf eine idealtypische 28-jährige Frau als Leserin. Blog-Posts sind kurz, leicht, sarkasmusfrei und mit großen Bildern geschmückt. Nach Angaben der Betreiber sind die Leser in ihrer Mehrzahl weiblich, zwischen 18 und 44 Jahre alt und haben ein Haushaltseinkommen von mehr als 60.000 USD. Innerhalb Hollywoods haben sich die Blogs genug Relevanz erarbeitet, um zu den Oscar-Verleihungen eingeladen zu werden.
Da das Unternehmen sich im Familienbesitz befindet, gibt es keine öffentlichen Geschäftszahlen. Die New York Times schätzte im September 2009 die größeren Blognetzwerke, zu denen Sugar gehört, auf mehrere Millionen US-Dollar bei starken Steigerungsraten. Business Insider schätzte den Umsatz Anfang 2010 auf 10 bis 50 Millionen US_Dollar. Zur selben Zeit hatte das Netzwerk 105 Angestellte, etwa die Hälfte des Umsatzes erreichte es durch die angeschlossene e-Commerce-Seite ShopStyle. Darüber hinaus betreibt Sugar Inc. die Blogplattform On Sugar, bei der sich jeder einen Blog einrichten kann, finden Verkäufe über das Blog statt, erhält Sugar Inc. einen Anteil. 2008 erwarb Sugar das Portal FreshGuide, das tägliche lokale Gutschein-Schönheitsangebote für Frauen publiziert.